# Ахмед Фуад Мохіеддін
Ахмед Фуад Мохіеддін (араб. أحمد فؤاد محيي الدين; 16 лютого 1926 — 5 червня 1984) — єгипетський державний діяч, прем'єр-міністр Єгипту у 1982—1984 роках.

## Кар'єра
У 1968—1973 роках був губернатором провінцій Шаркія, Александрія та Гіза. З 1973 до 1974 року очолював міністерство у справах місцевого самоврядування. Після цього (до 1978) обіймав посаду міністра охорони здоров'я, а потім – у 1978—1982 роках – був заступником прем'єр-міністра.
У січні 1982 року очолив єгипетський уряд. У червні 1984 року раптово помер через інфаркт.